# (33452) Olivebryan
1999 FU26 (asteroide 33452) é um asteroide da cintura principal. Possui uma excentricidade de 0.10540550 e uma inclinação de 4.62092º.
Este asteroide foi descoberto no dia 19 de março de 1999 por LINEAR em Socorro.